# اسماعیل الحمادی
اسماعیل الحمادی (انگلیسی: Ismail Al Hammadi؛ زاده ۱ ژوئیهٔ ۱۹۸۸) یک بازیکن وجنده است
اهل امارات متحده عربی است.

## تیم ملی
وی همچنین در تیم ملی فوتبال امارات متحده عربی بازی کرده‌است.